# Niedersachsenstadion
Niedersachsenstadion ([ˈniːdɐzaksn̩ˌʃtaːdi̯ɔn]; tiếng Anh: Lower Saxony Stadium) là một sân vận động bóng đá ở Hannover, Niedersachsen, Đức. Đây là sân nhà của câu lạc bộ bóng đá Bundesliga Hannover 96.
Sân vận động ban đầu được hoàn thành xây dựng vào năm 1954 và có sức chứa 86.000 người. Kể từ đó, sân đã được xây dựng lại nhiều lần cho các sự kiện bóng đá lớn khác nhau. Ngày nay, sân có sức chứa 49.000 chỗ ngồi, tất cả đều được mái che che phủ. Trong World Cup 2006, sân vận động này được đặt tên là Sân vận động FIFA World Cup, Hannover.
Thông qua hợp đồng tài trợ, sân vận động hiện có tên chính thức là HDI-Arena [ˌhaːdeːˈʔiːʔaˌʁeːnaː]. Từ năm 2002 đến năm 2013, sân có tên chính thức là AWD-Arena [ˌʔaːveːˈdeːʔaˌʁeːnaː] cũng vì lý do tài trợ.

## Lịch sử
Sân vận động được xây dựng từ năm 1952 đến năm 1954, với sức chứa ban đầu là 86.000. Một lượng lớn mảnh vụn từ các ngôi nhà ở Hannover bị phá hủy trong Thế chiến II đã được sử dụng làm nền móng của sân vận động, với tổng chi phí xây dựng là 4 triệu Mác Đức. Sân vận động chính thức khai trương vào ngày 26 tháng 9 năm 1954.
Hannover 96 di chuyển vĩnh viễn đến sân vận động từ Eilenriedestadion vào năm 1959. Các câu lạc bộ địa phương khác, như Arminia Hannover, OSV Hannover, TSV Havelse và Sportfreunde Ricklingen cũng đã chơi các trận đấu ở đó. Ngoài ra, sân vận động đã tổ chức nhiều trận đấu quốc tế, 4 trận vô địch giải đấu (cũ) (1955, 57, 58, 61), 2 trận chung kết Siêu cúp Đức (1991—92) và 8 trận chung kết Cúp bóng đá Đức (1962, 63, 65, 70, 72, 75, 77, 79).
Từ năm 2002 đến năm 2013 sân vận động mang tên của nhà tài trợ AWD.
Vào ngày 17 tháng 11 năm 2015, sân vận động là do tổ chức một trận giao hữu quốc tế giữa Đức và Hà Lan. Tuy nhiên, trận đấu đã bị hoãn hai giờ trước khi khởi động sau các báo cáo về "mối đe dọa an ninh cụ thể" và "ý định đốt cháy chất nổ". Sân vận động và các khu vực xung quanh đã được sơ tán, mặc dù không tìm thấy chất nổ.